# Districtul Heinsberg
Districtul Heinsberg este un Kreis în landul Renania de Nord-Westfalia, Germania.